# Бизнес-каталог
Бизнес-каталогът (на гръцки: κατάλογος – „списък“) е списък с названия и информация за контакт с включените в него фирми (дружества, компании) и други.
Обикновено бизнес-каталогът е организиран тематично, по категории. Категориите обединяват фирми със сходна дейност. В профила на всяка отделна фирма е представена информация относно нейната конкретна дейност, адрес, телефон за контакти, актуални цени, снимки и други. В края на каталога обикновено се включва азбучен показалец.
Целта на бизнес-каталога е да предоставя обобщена информация за фирми и услуги. Бизнес-каталогът може да бъде издаден на линеен носител (книга) или в електронен формат - сайт, компактдиск или други.